# Protea angolensis
Protea angolensis là một loài thực vật có hoa trong họ Quắn hoa. Loài này được Welw. miêu tả khoa học đầu tiên năm 1859.